# Teotonio di Braganza
Teotonio di Braganza (in portoghese: Teotónio de Bragança; Coimbra, 2 agosto 1530 – Valladolid, 29 luglio 1602) fu un principe e arcivescovo portoghese.

## Biografia
Era figlio del duca Giacomo di Braganza e della seconda moglie Giovanna di Mendoza.
Rimase orfano del padre a due anni e il titolo passò al fratellastro Teodosio I di Braganza.
Crebbe nel Palazzo Ducale di Vila Viçosa, costruzione voluta da suo padre Giacomo. Venne poi mandato a studiare il latino presso il Monastero di Santa Cruz a Coimbra.
Volle intraprendere la vita religiosa contro la volontà di suo fratello Teodosio. A diciannove anni entrò nel collegio dei gesuiti di Coimbra e si laureò il 12 luglio 1549.
Venne chiamato da Ignazio di Loyola a Roma, dove studiò per un certo tempo prima di iniziare l'università di Parigi, dove conseguì il dottorato in teologia.
Dovette far ritorno in Portogallo, su richiesta del fratello, essendo stato nominato tesoriere del collettivo di Barcellona, il patrimonio dei Braganza.
Nel 1578 divenne vescovo di Fes (Marocco) e arcivescovo di Évora.
Fondò diversi monasteri e ospedali e nel 1579, a causa della siccità che colpì l'Alentejo, Teotónio aiutò personalmente la popolazione impegnando tutte le sue ricchezze.
Essendone membro, prese parte a tutte le Cortes di Tomar e nel 1581 partecipò anche a quella che acclamò re del Portogallo Filippo II di Spagna. Inoltre fu tra i giudici di Lisbona che nel 1583 riconobbero come principe ereditario del regno l'infante Filippo.
Teotónio morì all'improvviso di ictus mentre si trovava in Spagna. Il suo corpo venne sepolto nel Convento de Santo António da Piedade, da lui fondato.

## Successione apostolica
La successione apostolica è:
- Vescovo Luís Cerqueira, S.I. (1593)

## Ascendenza
|                           |   |                           | Genitori                         |  |  | Nonni |  |  | Bisnonni                 |  |  | Trisnonni             |  |
|                           |   |                           |                                  |  |  |       |  |  | Ferdinando I di Braganza |  |  | Alfonso I di Braganza |  |
|                           |   |                           |                                  |  |  |       |  |  | Ferdinando I di Braganza |  |  | Alfonso I di Braganza |  |
|                           |   | Beatrice Pereira de Alvim |                                  |  |  |       |  |  | Ferdinando I di Braganza |  |  |                       |  |
| Ferdinando II di Braganza |   |                           |                                  |  |  |       |  |  | Ferdinando I di Braganza |  |  |                       |  |
|                           |   | Juana de Castro y Acuña   | Juan de Castro, señor de Cadaval |  |  |       |  |  |                          |  |  |                       |  |
|                           |   | Juana de Castro y Acuña   | Juan de Castro, señor de Cadaval |  |  |       |  |  |                          |  |  |                       |  |
|                           |   | Juana de Castro y Acuña   | Leonor de Acuña y Girón          |  |  |       |  |  |                          |  |  |                       |  |
| Giacomo di Braganza       |   | Juana de Castro y Acuña   |                                  |  |  |       |  |  |                          |  |  |                       |  |
|                           |   | Ferdinando d'Aviz         | Edoardo del Portogallo           |  |  |       |  |  |                          |  |  |                       |  |
|                           |   | Ferdinando d'Aviz         | Edoardo del Portogallo           |  |  |       |  |  |                          |  |  |                       |  |
|                           |   | Ferdinando d'Aviz         | Eleonora di Trastámara           |  |  |       |  |  |                          |  |  |                       |  |
| Isabel de Viseu           |   | Ferdinando d'Aviz         |                                  |  |  |       |  |  |                          |  |  |                       |  |
|                           |   | Beatrice d'Aviz           | Giovanni d'Aviz                  |  |  |       |  |  |                          |  |  |                       |  |
|                           |   | Beatrice d'Aviz           | Giovanni d'Aviz                  |  |  |       |  |  |                          |  |  |                       |  |
|                           |   | Beatrice d'Aviz           | Isabella di Braganza             |  |  |       |  |  |                          |  |  |                       |  |
| Teotonio di Braganza      |   | Beatrice d'Aviz           |                                  |  |  |       |  |  |                          |  |  |                       |  |
|                           | … | …                         |                                  |  |  |       |  |  |                          |  |  |                       |  |
|                           | … | …                         |                                  |  |  |       |  |  |                          |  |  |                       |  |
|                           | … | …                         |                                  |  |  |       |  |  |                          |  |  |                       |  |
| Diego di Mendonça         | … |                           |                                  |  |  |       |  |  |                          |  |  |                       |  |
|                           |   | …                         | …                                |  |  |       |  |  |                          |  |  |                       |  |
|                           |   | …                         | …                                |  |  |       |  |  |                          |  |  |                       |  |
|                           |   | …                         | …                                |  |  |       |  |  |                          |  |  |                       |  |
| Giovanna di Mendonça      |   | …                         |                                  |  |  |       |  |  |                          |  |  |                       |  |
|                           |   | …                         | …                                |  |  |       |  |  |                          |  |  |                       |  |
|                           |   | …                         | …                                |  |  |       |  |  |                          |  |  |                       |  |
|                           |   | …                         | …                                |  |  |       |  |  |                          |  |  |                       |  |
| …                         |   | …                         |                                  |  |  |       |  |  |                          |  |  |                       |  |
|                           |   | …                         | …                                |  |  |       |  |  |                          |  |  |                       |  |
|                           |   | …                         | …                                |  |  |       |  |  |                          |  |  |                       |  |
|                           |   | …                         | …                                |  |  |       |  |  |                          |  |  |                       |  |
|                           |   | …                         |                                  |  |  |       |  |  |                          |  |  |                       |  |